# ラグビー女子オランダ代表
ラグビー女子オランダ代表（英語: Netherlands women's national rugby union team）は、オランダにおける女子ラグビーのナショナルチーム。

## 歴史
1982年、フランス戦で初テストマッチ。
その後1990年、ラグビーフェスティバル1990に参加。

## 成績

### ワールドカップ
| 年   | ラウンド           | 順位     | 試       | 勝       | 負       | 分       |
| ---- | ------------------ | -------- | -------- | -------- | -------- | -------- |
| 1991 | プレート準決勝敗退 | 8        | 4        | 2        | 2        | 0        |
| 1994 | 出場なし           | 出場なし | 出場なし | 出場なし | 出場なし | 出場なし |
| 1998 | シールド優勝       | 13       | 5        | 3        | 2        | 0        |
| 2002 |                    | 15       | 4        | 1        | 3        | 0        |
| 2006 | 出場なし           | 出場なし | 出場なし | 出場なし | 出場なし | 出場なし |
| 2010 | 出場なし           | 出場なし | 出場なし | 出場なし | 出場なし | 出場なし |
| 2014 | 出場なし           | 出場なし | 出場なし | 出場なし | 出場なし | 出場なし |
| 2017 | 出場なし           | 出場なし | 出場なし | 出場なし | 出場なし | 出場なし |
| 計   | 優勝 0回           | 3/8      | 13       | 6        | 7        | 0        |